# 藏霞精舍

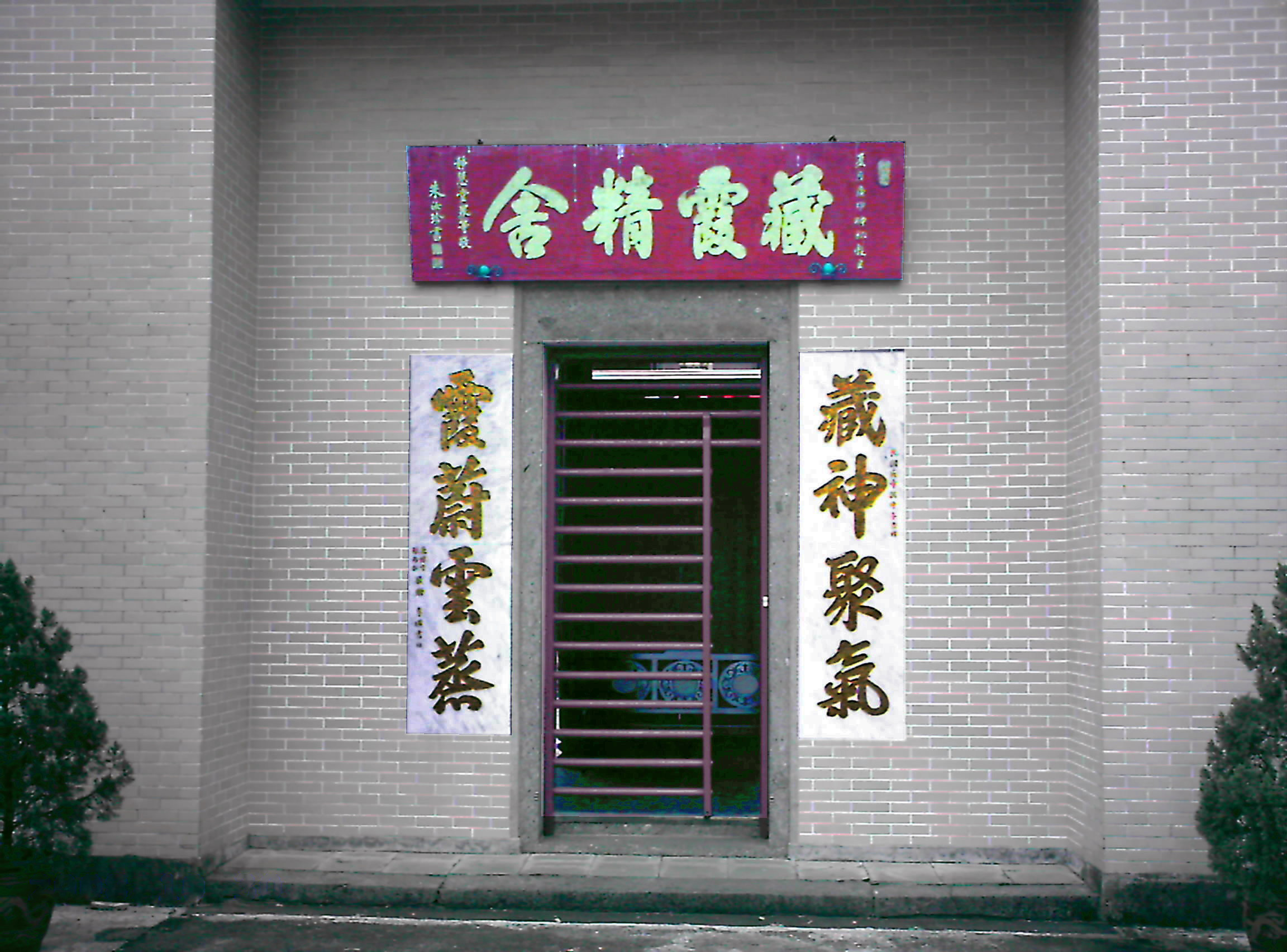
藏霞精舍大門，香港新界粉嶺黃崗山

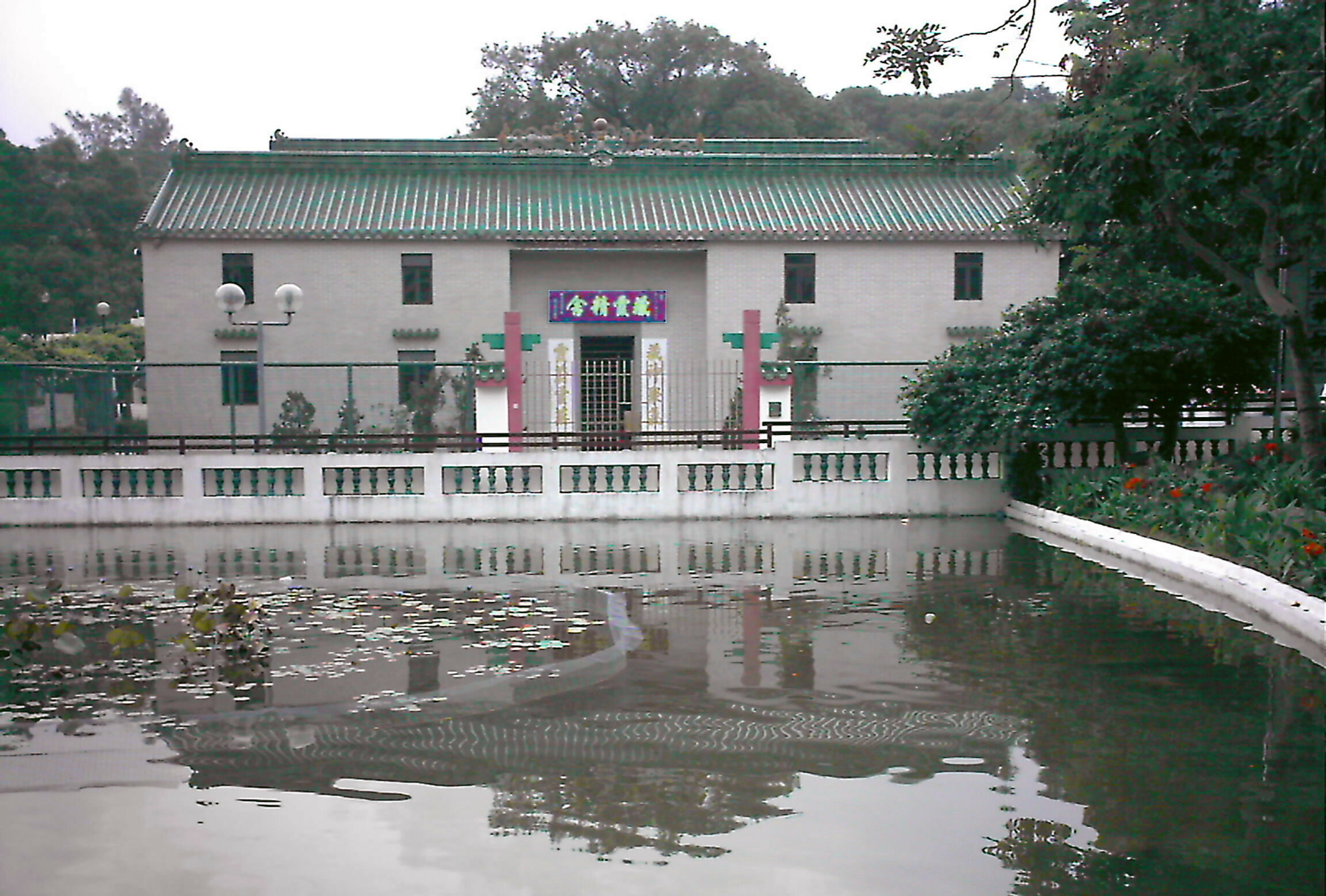
藏霞精舍遠觀，香港新界粉嶺黃崗山

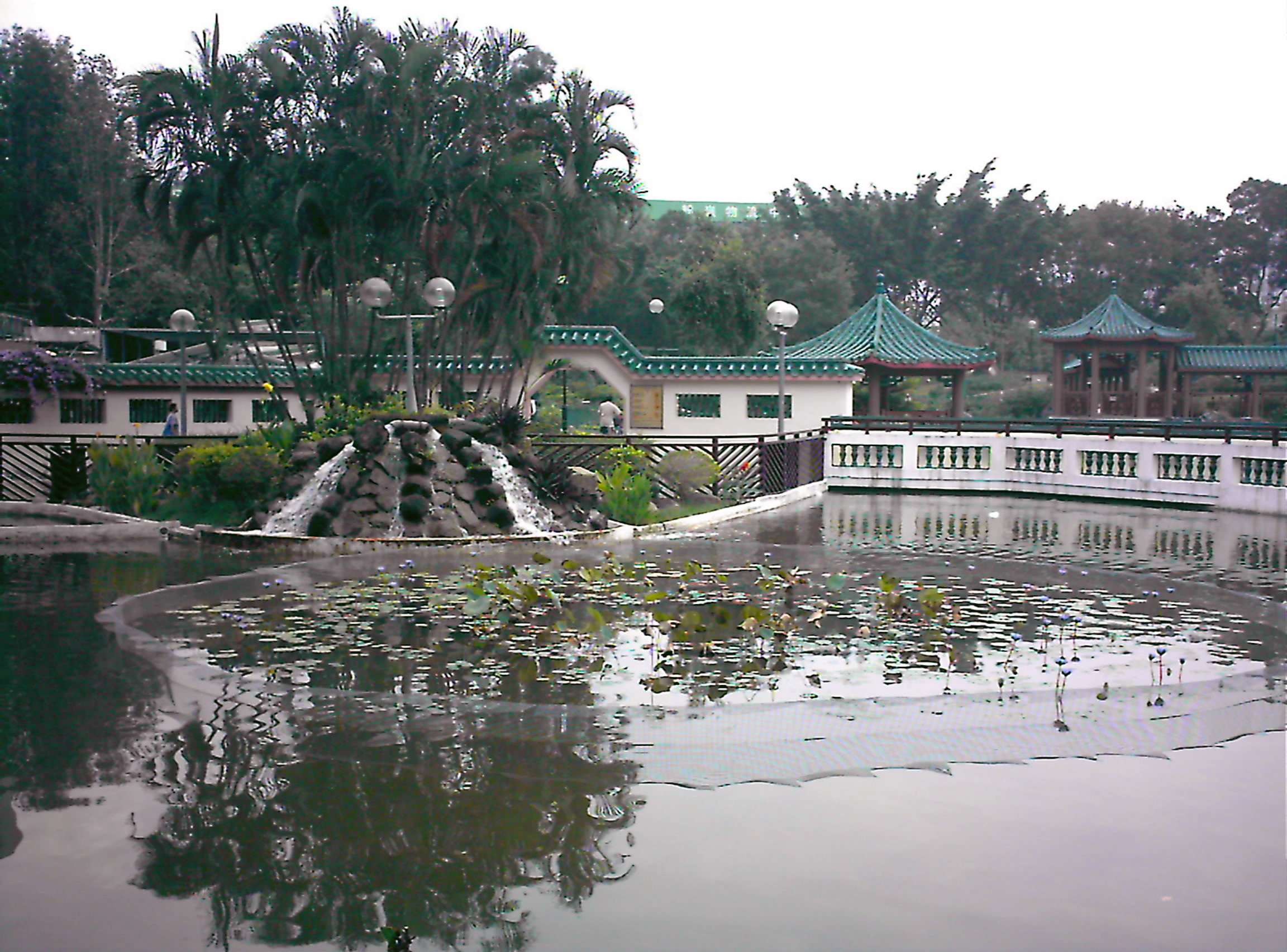
藏霞精舍門前荷花池，香港新界粉嶺黃崗山

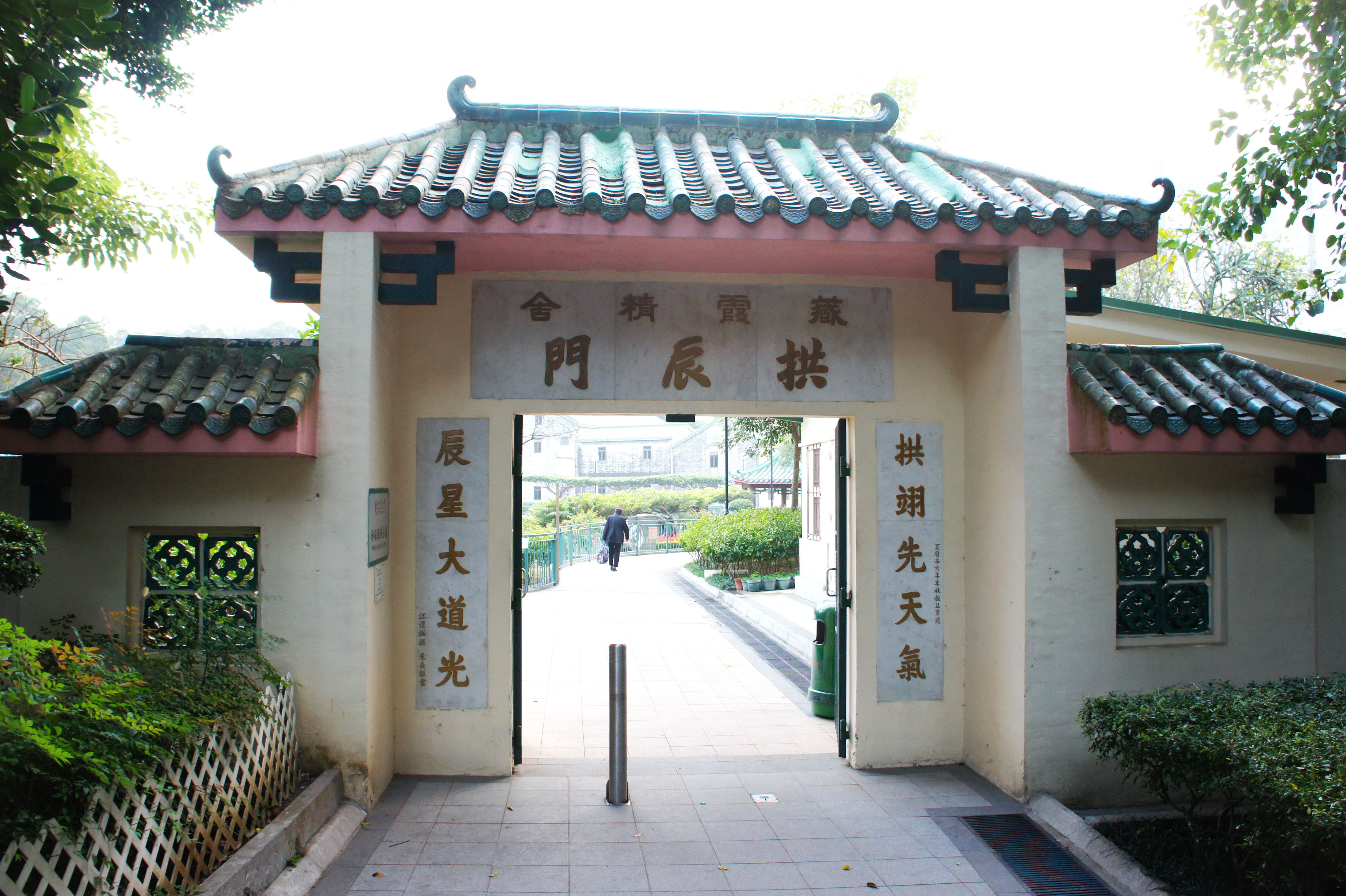
位於粉嶺康樂公園北面入口的藏霞精舍拱辰門

藏霞精舍（Chong Har Ching Ser）位於香港新界粉嶺的黃崗山（現粉嶺市中心），屬廣東省清遠市的先天道派之藏霞洞的分支，由朱翰亭先生所創立，為一所道觀，以苦練修行為辦道宗旨，供奉觀音、呂洞賓、北帝、關羽、三清道祖、黃龍真人及孔子。每年之三元節及盂蘭節為主要慶典。
道觀旁邊的祥華邨原來計劃以所在地命名爲「黃崗山邨」，後有意見指此名容易讓人聯想起1911年的黃花崗起義，房屋署改爲以藏霞精舍「藏霞」二字的諧音，爲該新建屋邨取名「祥華邨」。

## 歷史
在1920年創立，現在的建築屬1950年代。從外面看，建築應為小型的二進四合院格局。

## 近況
與廣東省清遠市的藏霞洞道觀，佛山市的飛霞洞道觀及南洋的先天道有緊密聯繫，交流互訪。

## 外部連結
- 香港道教聯合會 道堂資料（新界東）藏霞精舍
- 2008年10月粉嶺藏霞精舍的外圍環境影像